# 2022 en patinage de vitesse
Cet article présente les faits marquants de l'année 2022 en patinage de vitesse.

## Évènements

### Jeux olympiques et paralympiques
- Patinage de vitesse aux Jeux olympiques de 2022